# Tanah Tinggi (Air Putih)
Tanah Tinggi is een bestuurslaag in het regentschap Batu Bara van de provincie Noord-Sumatra, Indonesië. Tanah Tinggi telt 4694 inwoners (volkstelling 2010).